# Ptilodon americana
Ptilodon americana är en fjärilsart som beskrevs av Harvey 1877. Ptilodon americana ingår i släktet Ptilodon och familjen tandspinnare. Inga underarter finns listade.